# Bedford Blues
Bedford Blues es un equipo de rugby con sede en la ciudad de Bedford, Inglaterra.
Actualmente participa en el Champ Rugby, la segunda división profesional del rugby de Inglaterra.

## Historia
Fundado en 1886 luego de la unión de los clubes Bedford Rovers y Bedford Swifts.
En 26 de abril de 1975 logró su campeonato más importante hasta el momento, la John Player Cup, en dicha competición venció por un marcador de 28 a 12 al equipo Rosslyn Park, el partido fue disputado en el icónico Twickenham Stadium, considerado uno de los templos del rugby mundial.
Durante la mayor parte de su historial competitivo ha estado en la segunda y tercera división del rugby inglés, logrando un campeonato en cada una de las divisiones mencionadas.

## Palmarés
- RFU Championship (1): 1997-98
- National League 1 (1): 1994-95
- John Player Cup (1): 1974-75
- EDF Energy Trophy (1): 2004-05